# 饒孟任
饒孟任（1882年—1941年），字伯舆，號庸盦，江西省南昌縣人，中华民国政治人物。進士出身。

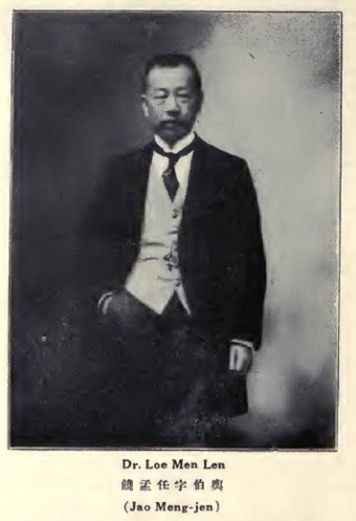
1925年《中国名人录》第三版中的饒孟任

## 生平
光緒三十年，會試第48名；殿試登進士三甲第117名，后以主事分部學習。此後到英國倫敦大學學習，畢業后歸國。歷任駐英使署三等參贊、大總統府秘書、北京法政專門學校校長、政事堂法制局參事等职务。1918年，擔任安福國會眾議院議員。1920年，擔任幣制局副總裁，同年8月離職。
1920年，饒孟任出任第一次世界大战后中华民国派赴万国财政会议全权大使，赴欧洲参会。
1936年5月10日，原天津特一区电业新公司律师饶孟任因贪污7000元公款被起诉扣押在法院看守所。次日凌晨，饶孟任扮成警察，大摇大摆走出法院看守所。饶孟任的逃跑，显然是与法院看守所勾结而成。此事闹到南京的司法院，司法院责令追究当事人责任，法院推说是在临时拘留所关押，因防范不严而致。此事不了了之。
《日本外务省就汪伪政权成立经过向内阁的报告》“二、建立华北新中央政权的运动”中记载，1938年日军“攻占广州、汉口后，华北方面发起的建立新中央政权运动的主要情况大致如下”：
- （一）“组织联邦政府，采取总统制的运动。这个运动是朱华、池宗墨一派提倡的。……”
- （二）“中央政府的政治形式虽然决定依据民意，但目前应以‘参政会’实行过渡政治。这个运动以在特定地区设立‘独立自治’时或‘模范’时为其实现手段。这个意见是以殷同的私人草案暗地里提出的。……”
- （三）“建立中华民国联合政府的运动。这个运动是饶孟任（旧外交官）一派提出的，其主张大体与上述（一）相类似……”[6]

饶孟任葬于北京东北义园。

## 著作
- 《马克司资本论之研究》
- 《庚子禍國記》[8]

## 家庭
- 妻：楊競詩，字菊影。著有《菊影残余日记稿》。
- 子：饶用泽，幼随饶孟任在英国伦敦学习，后获得清华大学保送到美国霍甫金斯大学及芝加哥大学获得高等学位，又到比利时鲁汶天主教大学研究院学习，后来历任中华民国驻比利时公使，以及清华大学、燕京大学、北京大学、北京师范大学、东北大学、南开大学、天主教辅仁大学的教授。本笃会於1920年在北京创设辅仁大学之际，饶用泽因同辅仁大学心理系主任师立暯神父（Rev. Father Gregory Schramm, OSB）为美国霍甫金斯大学校友，被师立暯神父感化，於1933年7月率妻子饶曾秀梅及女儿饶孝柞等五姊妹在北平北堂受洗成为天主教徒。日本占领北平后，家产因而败落。饶用泽因与美国的各种关系而被日本人监禁於监狱中。[4]
  - 儿媳：饶曾秀梅，因癌症於1939年初逝世。[4]
  - 长孙女：饶孝柞。4岁入北平的师大男附小。1936年13岁时，考入辅仁大学女附中的高中，成为黎白修女到中国传教后的第一批英语学生。1939年高中毕业，因成绩优良保送辅仁大学，选入西语系，成为该系第二届女生，受到西语系主任英千里的指导。1943年获辅仁大学文学院学士，1945年获辅仁大学人类学研究院硕士。1947年获美国纽约耶稣会辅登大学（Fordham University, Bronx, NY）奖学金，1950年获政治学硕士并为博士候选人。1950年考入美国之音中文部担任广播员，后来升为编辑、新闻组主任，1986年升任美国之音驻纽约分台副台长，1990年退休，但因曾调赴白宫及美国国务院服务，故获美国国务院续聘。1978年六、七月，美国国务院为应付美中建交及邓小平访美，在美国各院校及国际商业机构中搜寻中英即时翻译人员，在200多名应考者中选中两人（一男一女），即IBM国际商业公司工程师陈宽家，以及饶孝柞，二人成为1979年1月1日美中建交及同年1月底邓小平副总理及夫人访问美国时白宫的首席口译员。[4]
  - 二孙女：饶孝栘。1944年入辅仁大学心理系，后在美国获得博士学位，并担任教授。[4]
  - 三孙女：饶孝彬。1949年自辅仁大学女附中保送进入辅仁大学化学系，后来在美国获化学学士学位，任可口可乐公司研究员。[4]
  - 四孙女：饶孝杰。辅仁大学女附中未毕业即到美国大学学习，获硕士学位。[4]
  - 五孙女：饶孝标。辅仁大学女附中未毕业即到美国大学学习，获硕士学位。[4]